# Mopsa Sternheim
Pour les articles homonymes, voir Löwenstein (homonymie) et Sternheim.

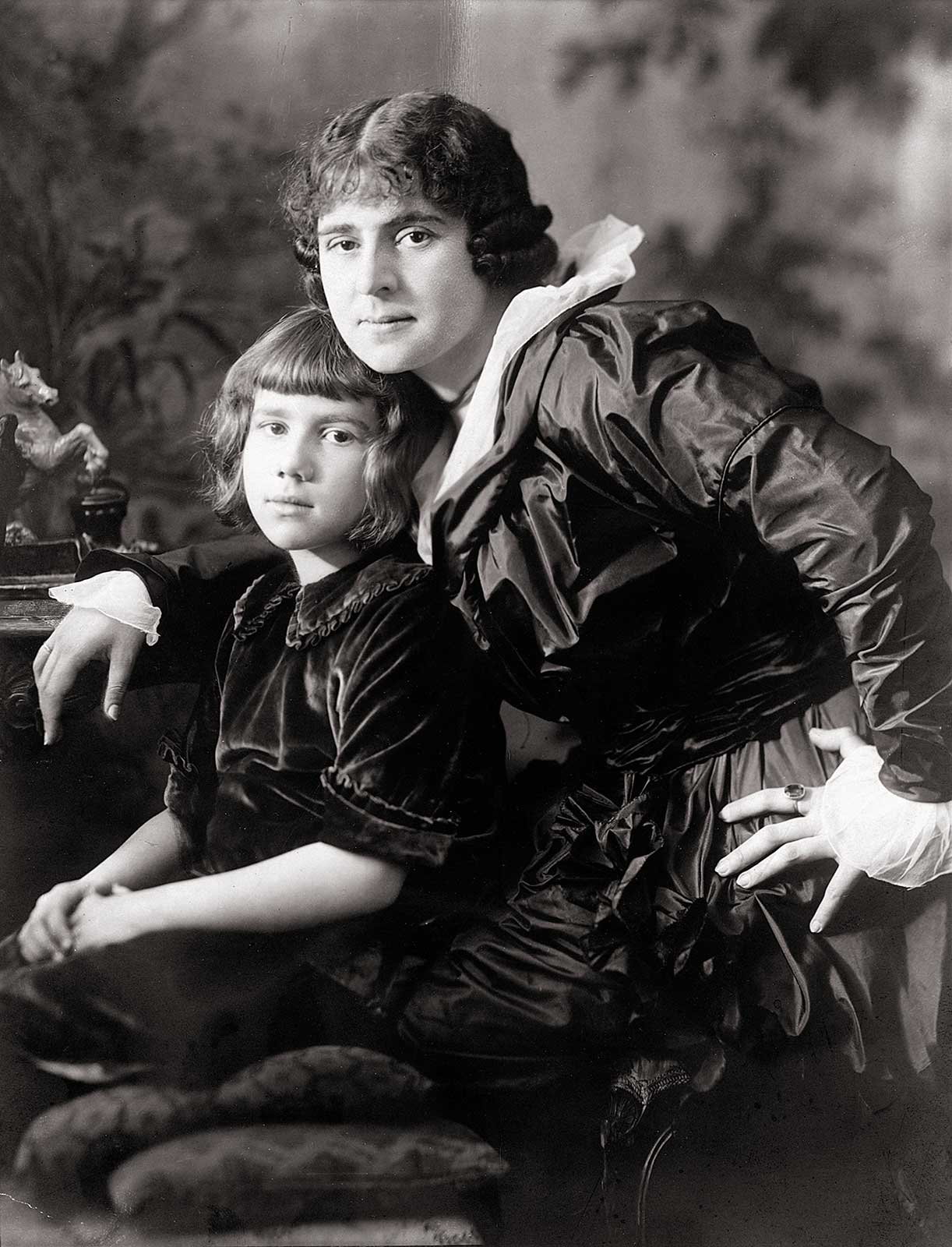
Mopsa avec sa mère Thea Sternheim, par Franz Grainer (vers 1913).

Dorothea Sternheim, dite « Mopsa », née Elisabeth Dorothea Löwenstein le 10 janvier 1905 à Oberkassel (Düsseldorf) et morte le 12 septembre 1954 à Paris, est une décoratrice de théâtre, costumière et résistante allemande en France.
Dans les années 1920, avant d'émigrer à Paris, elle conçoit des costumes et des décors pour des pièces de Carl Sternheim et Klaus Mann. En raison de son appartenance à la Résistance, elle est incarcérée au camp de concentration de Ravensbrück.

## Biographie

### Enfance
Dorothea Löwenstein naît le 10 janvier 1905 à Paris. Elle est la fille de l'écrivaine Thea Sternheim (mariée alors à Artur Löwenstein qui reconnaît l'enfant) et du dramaturge Carl Sternheim,. Lors du divorce en 1906, Mopsa Sternheim et sa sœur aînée Agnes vivent chez leur père officiel, puis à la suite de son remariage en 1912 rejoignent leur mère. Thea Sternheim a entre-temps épousé Sternheim dont elle a eu un fils, Klaus Sternheim (1908-1946). En 1913, la famille s'installe à La Hulpe en banlieue bruxelloise dans la ville « Clairecolline ». Elle déménage aux Pays-Bas neutres à la fin de la Première Guerre mondiale, puis à Uttwil en Suisse en 1919 et au Waldhof à Wilschdorf près de Dresde de 1922 à 1924.[réf. souhaitée]
Mopsa Sternheim est scolarisée par des précepteurs et sa mère. Enfant, elle lit déjà Kleist, Dostoïevski, Tolstoï et Schiller. D'après les recherches de Lea Singer, son précepteur la décrit comme une fillette de douze ans dotée de l'intelligence d'une femme de 50 ans, « c'est-à-dire une enfant au regard incroyablement précis et à l'esprit d'analyse ». Selon Singer, il y avait chez ses parents « toutes sortes de gâteries et de luxe grand-bourgeois », mais pas de sécurité ni de continuité. Dans la période qui suit la fin de la guerre, son père la harcèle sexuellement, tandis que sa mère, souffrant de dépression, s'efforce de sauver son mariage,.

### Formation et profession
Mopsa Sternheim commence une formation de dessin à l'Académie des Beaux-Arts de Dresde en 1923. Par l'intermédiaire de son père, elle reçoit une commande en scénographie et costumes pour une production de sa pièce Der Nebbich à Berlin. En 1924, elle commence un apprentissage de costumière et de décoratrice au Théâtre de Cologne.
Elle se lie d'amitié avec Klaus Mann, Erika Mann et la fiancée de celle-ci, l'actrice Pamela Wedekind. Les quatre étaient considérés comme les « enfants des poètes » à qui l’originalité était refusée[pas clair]. Sternheim était responsable des costumes et de la scénographie d'Anja et Esther de Klaus Mann en 1925 et de la Revue zu Vieren en 1927. Pamela Wedekind apparaît dans les deux productions dirigées par Gustaf Gründgens. Les pièces n'ont pas été bien accueillies par les critiques.
Pour la première de la comédie de Carl Sternheim L'École d'Uznach ou la nouvelle objectivité le 21 septembre 1926 au Schauspielhaus de Hambourg, Mopsa Sternheim réalise la scénographie sans le consentement de son père, puis pour les productions à Cologne et Mannheim. Un critique du Vossische Zeitung loue ses décors « jolis et talentueux » pour le spectacle de Hambourg.

### Relations et mariage
À l'âge de 21 ans, Mopsa Sternheim a une liaison courte, mais intense avec le poète Gottfried Benn, un ami de ses parents, qu'elle a rencontré pendant la Première Guerre mondiale alors que les Sternheim vivaient en Belgique. Elle n'a jamais surmonté le fait que Benn n'a pas voulu s'engager dans une relation avec elle. Une tentative de suicide est attestée,. En 1952, elle écrit dans son journal : « Je n’ai aimé que Benn jusqu’à la folie – la forteresse imprenable, la négation elle-même. ». Grâce aux lettres et à la correspondance de sa mère avec Benn, elle est restée en contact avec lui tout au long de sa vie, avec des interruptions pendant la Seconde Guerre mondiale. Elle a également commenté la carrière littéraire de Benn dans son journal. Elle écrit à propos du virage de celui-ci vers le national-socialisme : « Et puis, vers 1932, dans l'ivresse du national-socialisme (à laquelle il succomba immédiatement), la grande tentation de l'Allemand lui vint : ce que j'appelle le virilisme, cette virilité teutonne, cette mégalomanie masculine. […] Oui, à partir de 33 ans, il devient unilatéralement « penseur » – malgré tous les poèmes qui suivent : ceux-ci sont souvent de la philosophie en rimes de forme parfaite. C'est là aussi une spécialité allemande. ». 
À partir de 1926, Mopsa Sternheim vit principalement à Berlin. Elle devient dépendante à l'Eukodal, après avoir été traitée avec cet analgésique à la suite d'un accident de moto en 1927, et le reste toute sa vie malgré des traitements de sevrage. Après de brèves liaisons avec des femmes, elle vit quelque temps avec l'écrivaine Ruth Landshoff-Yorck, qui la présente à la photographe Annemarie Schwarzenbach. L'amitié entre Mopsa Sterheim et l'actrice Pamela Wedekind prend fin en 1927, lorsque cette dernière épouse son père, Carl Sternheim, après que Carl et Thea Sternheim eurent divorcé.
En janvier 1928, elle rencontre l'écrivain surréaliste homosexuel René Crevel. Il la demande en mariage, mais elle préfèrera épouser le peintre autrichien Rudolph von Ripper (en). Peu de temps avant leur mariage en 1929, Klaus Mann leur dédie l'histoire Les Aventures des mariés. Crevel devait partager leur appartement à Berlin, et ils envisageaient de mener « une belle vie à trois », mais ce projet ne s'est jamais concrétisé. Grâce à son mariage avec Ripper elle obtient la nationalité autrichienne et passe plusieurs mois avec lui en Autriche avant qu'il n'émigre en Angleterre. René Crevel est resté un ami proche jusqu'à sa mort en 1935, par suicide au gaz. Durant cette période, elle fait la navette entre le Maroc, Paris, Berlin, Salzbourg et Vienne, sans jamais s'attarder longtemps dans aucune de ces villes.

### Émigration, résistance et emprisonnement dans les camps de concentration
Après la prise de pouvoir par les nationaux-socialistes, Mopsa Sternheim émigre à Paris début 1933, comme sa mère avant elle. Elle s'implique dans l'aide aux réfugiés communistes. Elle écrit des articles pour des journaux antifascistes, publie dans le Manchester Guardian britannique avec l'aide des contacts de son amie Edy Sackville-West et travaille avec Willi Münzenberg sur le Livre brun sur l'incendie du Reichstag et la terreur d'Hitler. Après l'annexion de l'Autriche début 1938, elle est considérée comme une Allemande du Reich en France et ne reçoit qu'un permis de séjour temporaire.
Après le début de la Seconde Guerre mondiale en septembre 1939, Mopsa Sternheim s'installe chez sa mère, car elle ne peut plus survivre financièrement avec des traductions occasionnelles, en partie à cause de sa toxicomanie. En janvier 1941, « Rudolf Carl von Ripper et Dorothea von Ripper, née Löwenstein » sont dénaturalisés du Troisième Reich, ce qui rend le séjour de Mopsa Sternheim encore plus difficile dans la France occupée par l'Allemagne, puisqu'elle est désormais considérée comme apatride.
Début 1942, elle rejoint un groupe de la résistance intérieure française qui travaille avec le Special Operations Executive (SOE) britannique, pour permettre à son ami français Michel Zimmermann, persécuté en tant que juif, de s'enfuir en Angleterre. Le 2 décembre 1943, la Gestapo arrête Mopsa Sternheim et la torture violemment en lui brisant notamment les dents. Mais elle ne révèle rien.
Elle est ensuite incarcérée à la prison de Fresnes, puis emmenée au camp de Royallieu, à Compiègne en 1944 et de là transférée au camp de concentration de Ravensbrück le 31 janvier 1944. Comme elle est germanophone parmi les Françaises déportées, elle devient responsable du bloc (de) de l'infirmerie de 200 à 400 prisonniers souffrants de typhoïde, de scarlatine ou de dysenterie. Son engagement auprès des malades, comme en témoignent ses codétenus après la guerre, et sa résistance aux SS du camp lui valent d'être rétrogradée au rang de travailleuse. Le 23 avril 1945, la Croix-Rouge suédoise évacue environ sept mille femmes du camp dans le cadre de l'« Action Bernadotte » et les emmène en Suède, y compris Mopsa Sternheim.

### Paris d'après-guerre
Après la fin de la guerre, elle retrouve sa mère à Paris en juin 1945, où elles connaissent toutes deux de grandes difficultés financières. Lors de vacances avec une amie en Italie en 1946, elle écrit à sa mère : « Depuis que je suis ici, je pense tout le temps à Ravensbrück et je me demande, un peu anxieuse, quel niveau de contrastes la vie me réserve. Parce que c'est presque incompréhensible pour le même cerveau ». En 1948, elle est invitée dans la zone d'occupation britannique en Allemagne comme témoin lors du quatrième procès de Ravensbrück, contre Benno Orendi et Martha Haake,.
Les années suivantes sont pour elle une période de déception. Ripper veut divorcer pour pouvoir se remarier. Mopsa Sternheim gagne un peu d'argent grâce aux traductions et travaille sur un roman autobiographique. L'historien de l'art Gert Schiff propose le manuscrit à Rowohlt Verlag, qui le rejette « comme étant intéressant mais trop fragmentaire pour être publié ». Le manuscrit est aujourd'hui considéré comme perdu. Les commandes de scénarios de films qu’elle espère ne se concrétisent jamais. Ce n'est qu'en 1951 qu'elle reçoit une commande pour la scénographie de la comédie Le Snob, mise en scène par Gert Weymann au Théâtre de Nuremberg.

### Décès et succession
Au cours de l'hiver 1953-1954, Mopsa Sternheim tombe malade d'un cancer. Après des décennies d’adaptation aux préparations à base de morphine, les analgésiques ne sont plus efficaces. Elle meurt à 49 ans,. Gottfried Benn écrit à sa mère le 14 septembre 1954 : « Notre petite Thea [Dorothea] a eu une vie étrange, une vie de nerfs, d'inquiétude, de nombreux malheurs – et maintenant une mort prématurée et pleine de douleur [...] Elle a conservé l'attitude et le courage qu'elle a eu tout au long de sa vie [...] jusqu'à la fin – c'est merveilleux et je suis profondément touché et ému d'avoir pu me tenir auprès d'elle pour une fois. ».
Après de nombreux procès intentés par Mopsa Sternheim pour obtenir une indemnisation pour son internement au camp de concentration de Ravensbrück, les réparations allemandes ne parviennent à sa mère qu'après sa mort.
Mopsa Sternheim a écrit un journal depuis l'âge de treize ans jusqu'à la fin de sa vie. Des extraits de celui-ci et des lettres sont publiés pour la première fois en 2004. Ses notes de journal sur Ravensbrück, dont certaines rédigées en français, sont conservées, tout comme le portrait qu'elle a dessiné de la résistante juive internée Odette Fabius. Dans son testament, elle ordonne que les lettres qui lui étaient adressées, à l'exception de celles de René Crevel, soient détruites. Des lettres de Gottfried Benn à Mopsa Sternheim, il ne reste rien, à l'exception d'une dédicace de 1949 dans son recueil de poésie Drunkene Flut.

## Anecdote
Dans la série télévisée en plusieurs parties Thomas Mann et les siens (2001), le rôle de Mopsa Sternheim est joué par Anna Thalbach.

## Publications
- (de) Carl Sternheim et Thea Sternheim, Briefe. 2 : Briefwechsel mit Thea Sternheim, Dorothea und Klaus Sternheim 1906 - 1942 [« Lettres Volume 2 : Correspondance avec Thea Sternheim, Dorothea et Klaus Sternheim »], Darmstadt, Luchterhand, 1988, 1052 p. (ISBN 978-3-630-86593-5 et 3630865933, OCLC 1331898734, lire en ligne).
- René Crevel, Carl von Ripper, Michel Carassou (éd.) et Mopsa Sternheim, Lettres à Mopsa, Paris, Paris-Méditerranée, coll. « Cachet volant », 1997, 161 p. (ISBN 978-2-84272-009-4 et 2842720091, OCLC 416215997, BNF 36698548, lire en ligne).
- (de) Gottfried Benn, Thea Sternheim, Mopsa Sternheim et Thomas Ehrsam, Briefwechsel und Aufzeichnungen : mit Briefen und Tagebuchauszügen Mopsa Sternheims [« Correspondance et notes, avec lettres et extraits de journal de Mopsa Sternheim »], Göttingen, Wallstein, 2004, 518 p. (ISBN 978-3-89244-714-6 et 3892447144, OCLC 469481280, BNF 39186958, lire en ligne).
- Thomas Ehrsam (trad. Thomas Ehrsam), « Entrées de journal sur Ravensbrück », Sens et forme, no 1,‎ 2004, p. 48–59.

### Fiction
- (de) Lea Singer, Die Poesie der Hörigkeit : Roman [« la poésie du bondage »], Hambourg, Hoffmann und Campe, 2017, 221 p. (ISBN 978-3-455-40625-2 et 3455406254, OCLC 1034779351, BNF 45386883, lire en ligne).